# سیارک ۵۸۴۸
سیارک ۵۸۴۸ (به انگلیسی: 5848 Harutoriko، نامگذاری:1990BZ1) پنج هزار و هشتصد و چهل و هشتمین سیارک کشف شده‌است که در ۳۰ ژانویه ۱۹۹۰ کشف شد.
قدر مطلق سیارک برابر ۱۳٫۰۰ است.